# Liste philatelistischer Zeitschriften
Die Liste philatelistischer Zeitschriften stellt Magazine, Journale und Zeitschriften aus dem Bereich der Philatelie und Postgeschichte zusammen.

## Deutschsprachige Zeitschriften

### Aktuelle Zeitschriften

#### Publikumszeitschriften
- Berner Briefmarken Zeitung (CH)
- Briefmarkenspiegel (D) (kein IVW-Mitglied) Auflage 2014: 22.500 (Verlagsangabe)[1]
- Deutsche Briefmarken-Revue (D)  (kein IVW-Mitglied) Auflage 2015: 15.000 (Verlagsangabe)[2]
- Deutsche Briefmarken-Zeitung (D) Auflage 1999: 31.955 (IVW),[3] 2014: 18.000 (Verlagsangabe)[4] ISSN 0931-4393
- Michel-Rundschau (D) (kein IVW-Mitglied) ISSN 1619-5892
- phila historica (D) (kostenloser PDF-Download, Herausgeber: Wolfgang Maassen, )

#### Verbands- oder Mitgliederzeitschriften
- Das Archiv – Magazin für Kommunikationsgeschichte (D) (kein IVW-Mitglied)
- Die Briefmarke – Zeitschrift des Verbandes Österreichischer Philatelistenvereine (A)
- Faszination – Das Philateliejournal für Sammler der Postverwaltung der Vereinten Nationen (A)
- Die Lupe – Das Briefmarkenmagazin der Schweizerischen Post (CH)
- philatelie – Das Magazin des Bundes Deutscher Philatelisten (D) Auflage 2005: 62.440 (IVW)[5] Mitgliederzahl 2014: 39.000
- postfrisch – Das Philatelie-Journal der Deutschen Post AG (D) (kein IVW-Mitglied) ISSN 1430-8533
- Schweizer Briefmarken Zeitung – offizielles Organ des Verbandes Schweizerischer Philatelistenvereine (CH)

### Einstige Zeitschriften
- Allgemeiner Briefmarken-Anzeiger, Organ des Hamburger Philatelisten-Clubs und des Vereins deutscher Philatelisten (1871 –?)
- Berliner Briefmarken-Zeitung (Hrsg.: Philipp Kosack)
- Der Briefmarkenhändler
- Der Deutsche Philatelist
- Der deutsche philatelistische Bücherwurm
- Der Deutsche Sammler
- Die Donau-Post
- Illustriertes Briefmarken-Journal (Verlag: Gebrüder Senf)
- Literatur-Nachrichten
- Mauritius
- Die Post
- Die Postmarke
- Das Postwertzeichen
- Die Sammler-Woche
- Der Sammlerdienst (aufgegangen in der Deutsche Briefmarken-Revue)
- Sammler-Express (DDR, aufgegangen in der Deutschen Briefmarken-Zeitung)
- Wiener Illustrierte Briefmarken Zeitung

## Englischsprachige Zeitschriften

### Aktuelle Zeitschriften

#### Publikumszeitschriften
- Gibbons Stamp Monthly (GB, Verlag: Stanley Gibbons) ISSN 0954-8084
- Linn's Stamp News (USA) ISSN 0161-6234
- The Philatelist (GB)  ISSN 0031-7373
- Monthly Universal Post (Pakistan) ISSN 2223-4799
- The Middle East Philatelic Bulletin (kostenloser PDF-Download, ) ISSN 2702-4199

#### Verbands- und Mitgliederzeitschriften
- The American Philatelist (USA) – Zeitschrift der American Philatelic Society ISSN 0003-0473
- The London Philatelist (GB) – Journal der Royal Philatelic Society London
- Philatelic Bulletin (USA) – Das Philateliejournal für Sammler der Postverwaltung der Vereinten Nationen
- Canadian Stamp News (CA) ISSN 0702-3154
- Stamps of India Collectors Companion (India) ISSN 0972-3587

### Einstige Zeitschriften
- American Journal of Philately (USA, Verlag: John Walter Scott)
- Monthly Advertiser / Stamp Collectors' Review and Monthly Advertiser (GB) 1862

## In weiteren Sprachen

### Aktuelle Zeitschriften
- L’Écho de la timbrologie (F, Verlag: Yvert et Tellier)
- Timbres magazine (F) ISSN 1620-252X
- Documents Philatéliques (F, Journal der Académie de Philatélie) ISSN 1620-252X
- Filatelie (NL) ISSN 0166-3437
- Abophil (SF) ISSN 0355-7650
- Aihefilatelisti (SF) ISSN 0355-9688
- Filatelisti (SF) ISSN 0786-9363
- Keräilyuutiset (SF) ISSN 1235-645X
- Suomen postimerkkilehti (SF) ISSN 0355-7731

### Einstige Zeitschriften
- Le Philatélist Français (Hrsg.: Théophile Lemaire)
- Le Timbre-Poste (Belgien, 1863, Hrsg.: Jean-Baptiste Moens)